# Foulées des Dunes

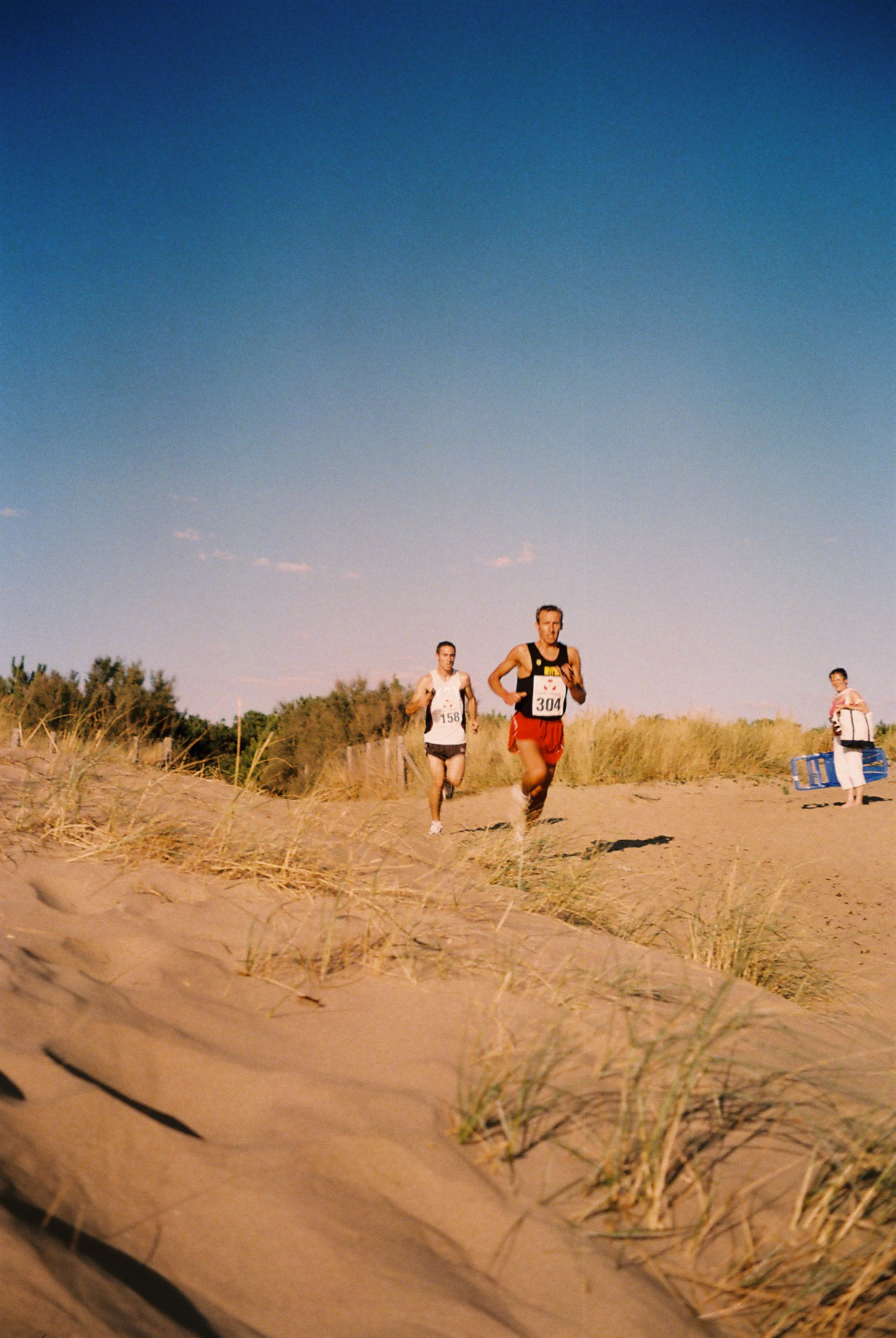

Les Foulées des dunes est une compétition sportive originale et conviviale se déroulant tous les ans, le 15 août, sur le bord de mer de Saint-Brevin-les-Pins. Elle est composée 4 courses pédestres :
- 0,750 km poussins
- 1,2 km benjamins et minimes
- 5 km à partir de cadets
- 10 km à partir de juniors

En 2015 étaient également proposées 2 marches nordiques de 8 et 16 kilomètres .
Son parcours est très agréable et varié: sable sec dans les dunes, sable humide le long de la mer, sentiers d'écorces dans la pinède, pelouse rafraîchissante. De nombreux divertissements se trouvent tout au long de la course.
Elle est accessible à tous : licenciés, non licenciés. Depuis sa création en 1995, elle est organisée bénévolement par le club d'athlétisme de Saint-Brevin-les-Pins. On compte un peu plus de 1000 participants sur les 4 courses. 
En 2015, pour la 20e édition des foulées des dunes, un concert sera donné sur la base nautique de Saint-Brevin-les-Pins.